# Helena Jansson

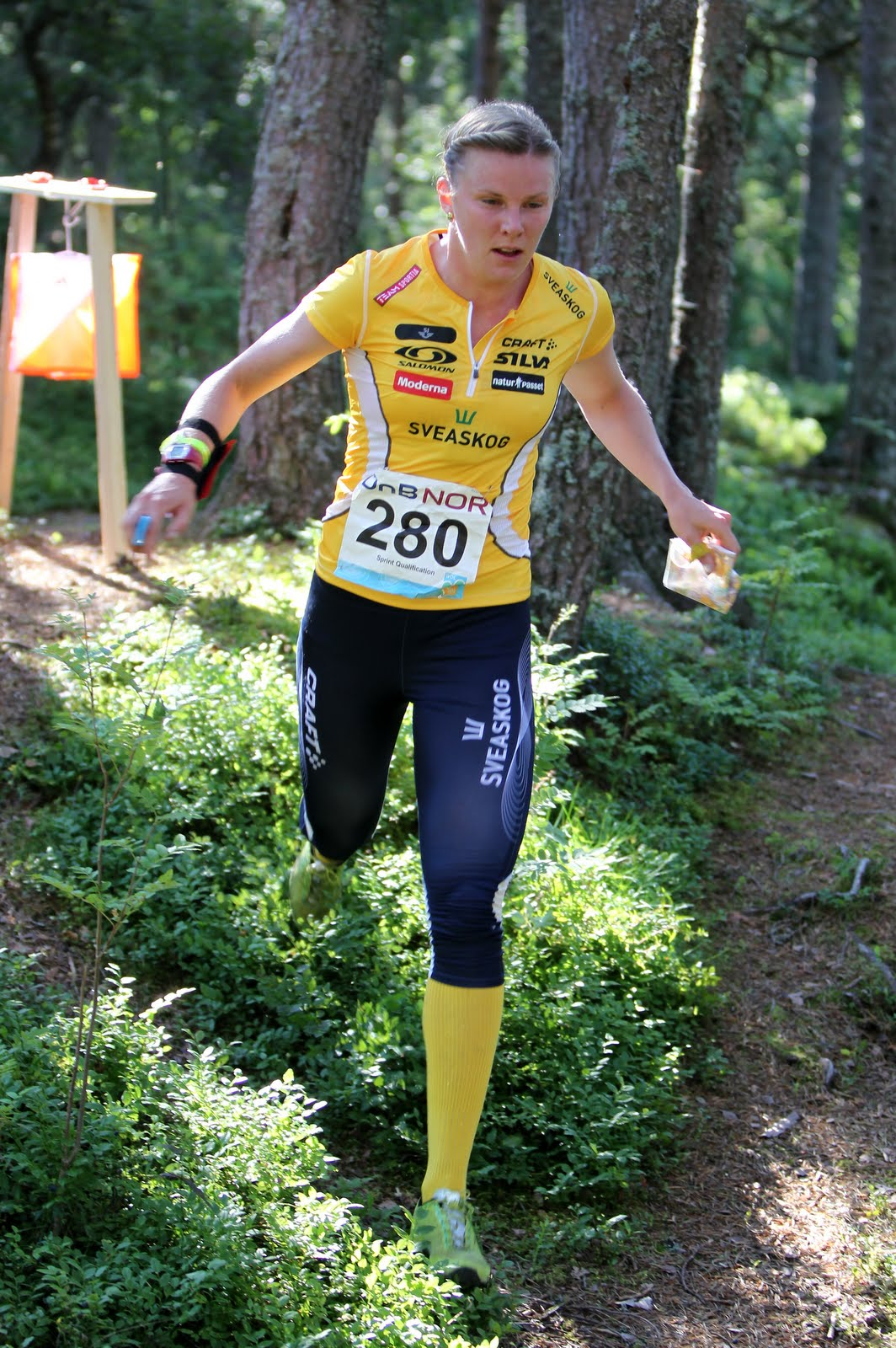
Jansson am 8. August 2010 beim Weltmeisterschafts-Sprint im norwegischen Trondheim.

Helena Jansson (* 28. August 1985 in Skövde) ist eine schwedische Orientierungsläuferin.
Jansson kam beim IF Hagen zum Orientierungslauf und startet heute für den Klub Leksands OK. Zwischen 2002 und 2005 gewann Jansson bei Junioren-Weltmeisterschaften mit der schwedischen Staffel vier Medaillen, darunter 2004 auch Gold. Im Einzel gewann sie 2003 Bronze auf der Langdistanz und 2004 Gold auf der Mitteldistanz. 2006 folgten die ersten Starts bei Europa- und Weltmeisterschaften in der Eliteklasse. Große Aufmerksamkeit bescherte ihr der Sprintsieg 2007 bei den Nordischen Meisterschaften. Seitdem gehört sie auch zur schwedischen Frauenstaffel, mit der sie 2007 noch Vizeweltmeisterin wurde. 2008 gewann sie in Lettland in der Staffel mit Lina Persson und Emma Engstrand den Europameistertitel. 2009 wurde sie das erste Mal Weltmeisterin. Beim Sprint im ungarischen Miskolc blieb sie deutlich vor ihrer Landsfrau Linnea Gustafsson. Als Schlussläuferin der Staffel (diesmal mit Karolina A. Höjsgaard und Kajsa Nilsson) gewann sie Silber. 2009 gelang es ihr auch, das O-Ringen zu gewinnen. Dabei gewann sie alle einzelnen Etappen. 2010 folgten Europameistertitel im Sprint und mit der Staffel. Bei den Weltmeisterschaften 2011 konnte sie in allen Wettbewerben Medaillen gewinnen. Nach dem zweiten Platz im Sprint hinter Linnea Gustafsson und Platz drei auf der langen Strecke gewann sie über die Mitteldistanz Gold vor der Dänin Ida Bobach. Mit der Staffel (Tove Alexandersson und Annika Billstam) wurde sie Dritte. Zum Ende der Saison 2011 sicherte sie sich den Gesamt-Weltcup.
2012 gewann Jansson bei den Weltmeisterschaften Silber mit der Staffel. Zudem wurde sie Vierte im Sprint. 2013 gewann sie im Januar den Weltcup-Auftakt in Neuseeland wurde anschließend aber nicht für die Weltmeisterschaften im finnischen Vuokatti berücksichtigt.

## Platzierungen
| | Weltmeisterschaften | Weltmeisterschaften | Weltmeisterschaften | Weltmeisterschaften |  | Europameisterschaften | Europameisterschaften | Europameisterschaften | Europameisterschaften |  | World Games | World Games | World Games |  | Nord. Meisterschaften | Nord. Meisterschaften | Nord. Meisterschaften | Nord. Meisterschaften |  | Schwed. Meisterschaften | Schwed. Meisterschaften | Schwed. Meisterschaften | Schwed. Meisterschaften | Schwed. Meisterschaften |  | GWC |
| Jahr | Sp                  | MD                  | LD                  | St                  |  | Sp                    | MD                    | LD                    | St                    |  | Sp          | MD          | St          |  | Sp                    | MD                    | LD                    | St                    |  | Sp                      | MD                      | LD                      | UL                      | St                      |  | GWC |
| --- | ------------------- | ------------------- | ------------------- | ------------------- |  | --------------------- | --------------------- | --------------------- | --------------------- |  | ----------- | ----------- | ----------- |  | --------------------- | --------------------- | --------------------- | --------------------- |  | ----------------------- | ----------------------- | ----------------------- | ----------------------- | ----------------------- |  | --- |
| 2005 |                     |                     |                     |                     |  |                       |                       |                       |                       |  |             |             |             |  |                       |                       |                       |                       |  |                         |                         |                         |                         |                         |  | 33. |
| 2006 |                     | 9.                  |                     |                     |  | 11.                   | 8.                    |                       |                       |  |             |             |             |  |                       |                       |                       |                       |  | 5.                      | 4.                      |                         |                         | 22.                     |  | 11. |
| 2007 | 4.                  | 5.                  |                     | 2.                  |  |                       |                       |                       |                       |  |             |             |             |  | 1.                    | 4.                    | 5.                    | 1.                    |  | 1.                      | 4.                      | 4.                      | 4.                      | 24.                     |  | 5.  |
| 2008 | 3.                  | 7.                  |                     | 3.                  |  | 3.                    | 10.                   |                       | 1.                    |  |             |             |             |  |                       |                       |                       |                       |  | 4.                      | 1.                      | 1.                      |                         | 15.                     |  | 3.  |
| 2009 | 1.                  | 6.                  | 8.                  | 2.                  |  |                       |                       |                       |                       |  |             |             |             |  | 5.                    | 1.                    | 4.                    | 1.                    |  |                         |                         |                         |                         |                         |  | 3.  |
| 2010 | 2.                  | 4.                  | 4.                  | 3.                  |  | 1.                    | 4.                    | 3.                    | 1.                    |  |             |             |             |  |                       |                       |                       |                       |  | 1.                      | 1.                      |                         |                         | 22.                     |  | 2.  |
| 2011 | 2.                  | 1.                  | 3.                  | 3.                  |  |                       |                       |                       |                       |  |             |             |             |  |                       |                       |                       |                       |  |                         |                         |                         |                         |                         |  | 1.  |
| 2012 | 4.                  |                     |                     | 2.                  |  |                       | 4.                    |                       |                       |  |             |             |             |  |                       |                       |                       |                       |  |                         |                         |                         |                         |                         |  | 4.  |
| 2013 |                     |                     |                     |                     |  |                       |                       |                       |                       |  |             |             |             |  |                       |                       |                       |                       |  |                         |                         |                         |                         |                         |  | 25. |
| Erklärung: GWC = Gesamt-Weltcup / Sp = Sprint , MD = Mitteldistanz, LD = Langdistanz, Kl = Klassische Distanz, E = Einzelwettbewerb , St = Staffel, UL = Ultralang |                     |                     |                     |                     |  |                       |                       |                       |                       |  |             |             |             |  |                       |                       |                       |                       |  |                         |                         |                         |                         |                         |  |     |